# Sicko Mode
A Sicko Mode (stilizálva: SICKO MODE) Travis Scott amerikai rapper dala, amelyen közreműködött Drake kanadai rapper. 2018. augusztus 21-én jelent meg az Epic Records kiadón keresztül, a második kislemezként Scott harmadik stúdióalbumáról, az Astroworldről (2018). Ezek mellett hallható a dalon Swae Lee és Big Hawk is. A dal Scott első kislemeze, amely elérte az első helyet a Billboard Hot 100-on, illetve az első hiphopdal, amely legalább 30 hetet töltött a slágerlista első tíz helyének egyikén. Általánosan méltatták a kritikusok, jelölték a Legjobb rap teljesítmény és a Legjobb rapdal kategóriákban is a 61. Grammy-gálán.
A kislemez feldolgozza a The Notorious B.I.G. és Easy Mo Bee által szerzett Gimme the Loot dalt, amelyet a korábbi adott elő, illetve Uncle Luke I Wanna Rock számát. 2020. december 9-én gyémánt minősítést kapott az Amerikai Hanglemezgyártók Szövetségétől (RIAA).

## Kompozíció
A dal három részre osztható zenei alapját tekintve. Az első részben csak Drake hallható és fisz dúrban van írva, míg a második részben főként Travis Scott hallható, kiegészítve Swae Leevel, illetve Big Hawkkal és fisz-mollban íródott. Az utolsó részt hisz mollban szerzeték és Scott, illetve Drake is hallható.

## Fogadtatás
A Sicko Mode-ot méltatták a zenekritikusok, sokan az Astroworld legjobb dalának nevezték. Christopher R. Weingarten (Rolling Stone) is ezen szakértők közé tartozott, míg Brendan Klinkenberg, aki szintén az amerikai magazin szerzője, azt írta róla, hogy „Scott szintetikus ösztöneinek csúcspontja.” Roisin O’Connor (The Independent) úgy érezte, hogy Drake „fontosabbnak érződik ezen a felvételen, mint bármely dalon, amelyet a legutóbbi projektjén, a Scorpionon csinált, egy tökös, magabiztos jelenléttel.”

## Videóklip
A Sicko Mode videóklipjét Dave Meyers és Travis Scott rendezte, majd 2018. október 19-én jelent meg. A videó egy épülettel kezdődik, amelyen Scott vörös feje látható és ráközelít a kamera, majd hirtelen a következő jelent látható, amelyben emberek mennek vissza sokszínű házaikba. A következő jelenetekben Drake egy kutyát sétáltat, majd Scott látható, lovaglás közben. A klip következő perceiben a páros látható, ahogy különböző éjszakai helyzetekben jelennek meg. A videó végén Scott és Drake kisétálnak a felvételből.

## Remix
2018. november 28-án Skrillex, amerikai producer kiadta a dal elektronikus remixét. A dalhoz megjelent egy audio és egy dalszövegvideó is, Scott és Skrillex YouTube-csatornáin.
2020. február 28-án Swae Lee kiadta a Someone Said kislemezét, amelyet a Sicko Mode dalszövege alapján szerzett.

## Kereskedelmi teljesítménye
A Sicko Mode negyedik helyen debütált a Billboard Hot 100-on. A videóklipjének megjelenése után elérte a második helyet, mikor már csak a Maroon 5 és Cardi B Girls Like You dala előzte meg, majd a következő héten Ariana Grande Thank U, Nextje. 2018. december 8-án lett végül első helyezett, miután 17 hetet töltött az első tíz hely egyikén. Ez részben a Skrillex-remixnek volt köszönhető. Ez lett Scott első kislemeze, amely elérte a Radio Songs slágerlista első tíz helyét. Andrew Unterberger (Billboard) azt írta a dal kereskedelmi hatásáról, hogy „egy három részes prog-rap odüsszeia, amely évekkel ezelőtt elképzelhetetlen lett volna rádióbarát kislemezként, de annyira felbuzdította a közönséget váratlan alapváltásaival és refrénjeivel, hogy a popvilágnak nem volt más választása, mint elfogadni.”

## Közreműködő előadók
| Előadók - Travis Scott – vokál, dalszerző - Drake – vokál, dalszerző - Swae Lee – további vokál, dalszerző - Big Hawk – további vokál, dalszerző Producerek, dalszerzés - Rogét Chahayed – producer, dalszerző (Első rész) - Hit-Boy – producer, dalszerző (Első rész) - OZ – producer, dalszerző (Második rész) - Cubeatz – producer, dalszerző (Második rész) - Tay Keith – producer, dalszerző (Harmadik rész) - Mike Dean – produceri asszisztens, dalszerző - Mirsad Dérvic – programozás, dalszerző - Cydel Young – dalszerző | Utómunka - Travis Scott – felvételi hangmérnök, keverés - Ben Sedano – asszisztens hangmérnök - Jimmy Cash – asszisztens hangmérnök - Jon Scher – asszisztens hangmérnök - Sean Solymor – asszisztens hangmérnök - Mike Dean – keverés, master További megjelölt szerzők a felhasznált hangminták miatt: Luther Campbell, Harry Wayne Casey, Richard Finch, Christopher Wallace, Osten Harvey, Bryan Higgins, Trevor Smith, James Jackson, Malik Taylor, Keith Elam, Christopher Martin, Kamaal Fareed, Ali Shaheed Jones-Muhammad, Tyrone Taylor, Fred Scruggs, Kirk Jones és Chylow Parker. |

## Számlista
A-oldal
1. Sicko Mode – 5:02 Naomi B.M.

B-oldal
1. Sicko Mode (Skrillex Remix) – 5:02

## Slágerlisták
| Slágerlista (2018–2020)               | Legmagasabb pozíció |
| ------------------------------------- | ------------------- |
| Argentína (Argentina Hot 100)         | 87                  |
| Ausztrália (ARIA)                     | 6                   |
| Ausztria (Ö3 Austria Top 40)          | 29                  |
| Belgium (Ultratip Flanders)           | 4                   |
| Belgium (Ultratop 50 Wallonia)        | 39                  |
| Kanada (Canadian Hot 100)             | 3                   |
| Csehország (Singles Digitál Top 100)  | 20                  |
| Dánia (Tracklisten)                   | 19                  |
| Franciaország (SNEP)                  | 20                  |
| Németország (Official German Charts)  | 43                  |
| Global 200 (Billboard)                | 70                  |
| Magyarország (Single Top 40)          | 40                  |
| Magyarország (Stream Top 40)          | 11                  |
| Írország (IRMA)                       | 11                  |
| Olaszország (FIMI)                    | 10                  |
| Hollandia (Single Top 100)            | 35                  |
| Új-Zéland (Recorded Music NZ)         | 7                   |
| Norvégia (VG-lista)                   | 22                  |
| Portugália (AFP)                      | 8                   |
| Skócia (OCC)                          | 52                  |
| Spanyolország (PROMUSICAE)            | 38                  |
| Svédország (Sverigetopplistan)        | 29                  |
| Svájc (Schweizer Hitparade)           | 17                  |
| Brit kislemezlista (OCC)              | 9                   |
| Brit R&B-lista (OCC)                  | 2                   |
| US Billboard Hot 100                  | 1                   |
| US Dance Club Songs (Billboard)       | 54                  |
| US Dance/Mix Show Airplay (Billboard) | 10                  |
| US Hot R&B/Hip-Hop Songs (Billboard)  | 1                   |
| US Hot Rap Songs (Billboard)          | 1                   |
| US Mainstream Top 40 (Billboard)      | 10                  |
| US Rhythmic (Billboard)               | 1                   |
| US Rolling Stone Top 100              | 47                  |

| Év   | Slágerlista                           | Pozíció |
| ---- | ------------------------------------- | ------- |
| 2018 | Ausztrália (ARIA)                     | 48      |
| 2018 | Kanada (Canadian Hot 100)             | 51      |
| 2018 | Észtország (IFPI)                     | 91      |
| 2018 | Portugália (AFP)                      | 77      |
| 2018 | Brit kislemezlista (OCC)              | 94      |
| 2018 | US Billboard Hot 100                  | 42      |
| 2018 | US Hot R&B/Hip-Hop Songs (Billboard)  | 21      |
| 2018 | US Rhythmic (Billboard)               | 27      |
| 2019 | Ausztrália (ARIA)                     | 25      |
| 2019 | Brit kislemezlista (OCC)              | 75      |
| 2019 | Dánia (Tracklisten)                   | 97      |
| 2019 | Kanada (Canadian Hot 100)             | 13      |
| 2019 | Új-Zéland (Recorded Music NZ)         | 27      |
| 2019 | Portugália (AFP)                      | 75      |
| 2019 | US Billboard Hot 100                  | 9       |
| 2019 | US Dance/Mix Show Airplay (Billboard) | 43      |
| 2019 | US Hot R&B/Hip-Hop Songs (Billboard)  | 6       |
| 2019 | US Mainstream Top 40 (Billboard)      | 32      |
| 2019 | US Rhythmic (Billboard)               | 7       |
| 2019 | US Rolling Stone Top 100              | 17      |
| 2020 | Ausztrália (ARIA)                     | 86      |

| Slágerlista (2010–2019)              | Pozíció |
| ------------------------------------ | ------- |
| US Billboard Hot 100                 | 16      |
| US Hot R&B/Hip-Hop Songs (Billboard) | 8       |

## Minősítések
| Régió                        | Minősítés  | Példányszám |
| ---------------------------- | ---------- | ----------- |
| Ausztrália (ARIA)            | 8× Platina | 560,000     |
| Ausztria (IFPI Austria)      | Platina    | 30,000      |
| Brazília (Pro-Música Brasil) | Gyémánt    | 160,000     |
| Dánia (IFPI Danmark)         | Platina    | 90,000      |
| Egyesült Államok (RIAA)      | Gyémánt    | 10,000,000  |
| Egyesült Királyság (BPI)     | 2× Platina | 1,200,000   |
| Franciaország (SNEP)         | Platina    | 200,000     |
| Kanada (Music Canada)        | 9× Platina | 720,000     |
| Lengyelország (ZPAV)         | 4× Platina | 200,000     |
| Mexikó (AMPROFON)            | 3× Platina | 180,000     |
| Németország (BVMI)           | Arany      | 200,000     |
| Olaszország (FIMI)           | 2× Platina | 140,000     |
| Portugália (AFP)             | 3× Platina | 30,000      |
| Spanyolország (PROMUSICAE)   | Platina    | 40,000      |
| Svédország (GLF)             | Arany      | 4,000,000   |
| Új-Zéland (RMNZ)             | 2× Platina | 60,000      |

## Kiadások
| Régió            | Dátum               | Formátum               | Verzió         | Kiadó                               | For.   |
| ---------------- | ------------------- | ---------------------- | -------------- | ----------------------------------- | ------ |
| Egyesült Államok | 2018. augusztus 21. | ritmikus kortárs rádió | Eredeti        | - Grand Hustle - Epic - Cactus Jack | [ 87 ] |
| Egyesült Államok | 2018. augusztus 21. | kortárs urban rádió    | Eredeti        | - Grand Hustle - Epic - Cactus Jack | [ 88 ] |
| Világszerte      | 2018. november 28.  | digitális letöltés     | Skrillex remix | - Grand Hustle - Epic - Cactus Jack | [ 89 ] |